# إغناثيو بالاس
إغناثيو بالاس (بالإسبانية: Ignacio Pallas)‏ هو لاعب كرة قدم أوروغواياني في مركز الدفاع، ولد في 5 يناير 1983 في مونتيفيديو في الأوروغواي. لعب مع تيبورونيس روخوس دي فيراكروز وريفر بليت ونادي دانوبيو ونادي راسينغ مونتيفيديو وناسيونال مونتيفيديو.

## وصلات خارجية
- إغناثيو بالاس على موقع قاعدة بيانات كرة القدم.إي يو (الإنجليزية)
- إغناثيو بالاس على موقع Soccerway.com (الإنجليزية)